# Мілена Петрович Негош
Мілена Петрович Негош (Вукотіч) (27 квітня 1847, Чево — 16 березня 1923, Антиб, Франція) — королева Чорногорії, як дружина короля Ніколи I Чорногорського.

## Біографія
Народилася в чорногорському селі Цево, дочкою воєводи Петра Вукотіча і Єлени Войводіч. Її батько був одним з найбільших землевласників Чорногорії та близьким другом Мірка Петрович-Негоша, які брали участь у війнах 1850-х років.

### Ранні роки
У 1853 році 6-річну Мілену заручили з єдиним сином Мірка — 12-річним Ніколою, племінником і спадкоємцем князя Чорногорії, Данила I, у якого не було дітей. У 1856 році, після смерті своєї матері, Мілену відправили в Цетинє для здобуття освіти, в будинок майбутнього чоловіка. Хоча Мілена і належала до однієї з найбагатших сімей в країні, тим не менш вона була неписьменною. Між 1856 і 1860 вона жила у будинку Мірка Негоша, який замінив їй батька. Протягом цих чотирьох років Мілена сильно зблизилася з новою сім'єю: "Мій батько і моя мати любили її, якби це була їхня рідна донька", написав він на честь короля Ніколи. «Мій покійний дядько теж любив її і ставився до неї як до дочки, і вона показала свою любов і шану у всьому. Вона була дуже приємною, любою, доброю, ніжною і відданою». У ті ж роки Мілена побачила майбутнього чоловіка. Нікола отримав освіту за кордоном, спочатку в Трієсті, а потім у Парижі.  Вбивство князя Данила 12 серпня 1860 року стало несподіванкою для 18-річного князя Ніколи Чорногорського, який згодом посів королівський трон. Нікола був близьким до смерті, коли хворів важкою формою пневмонії. Коли ж одужав, було вирішено, що шлюб має відбутися якомога швидше, щоб Чорногорія не лишилася без спадкоємців. Батько Мілени поїхав до Санкт-Петербурга і повідомив царя Олександра II, найбільшого союзника Чорногорії, про шлюб.

### Шлюб та сім'я

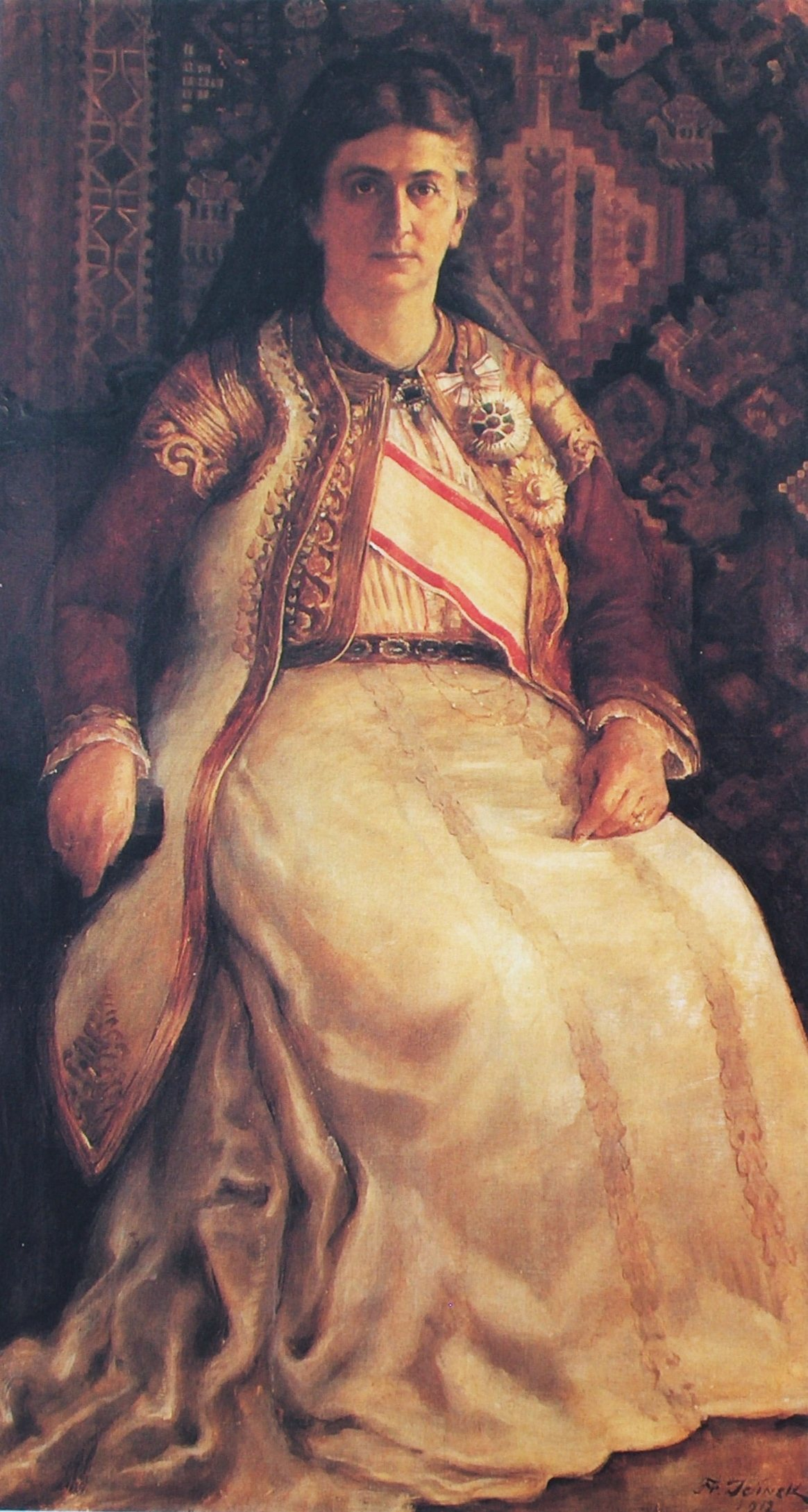
Портрет Мілени Вукотич пензля Петара Лубарда.

8 листопада 1860 р. 13 річну Мілену видали в шлюб з 19-річним князем Ніколою I Чорногорським, який в 1910 році став королем. Церемонія була дуже простою і була проведена у Влаховській церкві, що знаходилася на долині Ловчен. Шлюб було укладено з політичних міркувань: сімейство Мілени відігравало важливу роль у політиці Чорногорії близького друга сім'ї Петрович-Нєгош, до якої її чоловік належав. 
Перші роки подружнього життя для Мілени були дуже важкими. Вона була недосвідченою і самотньою, спочатку затьмареною княгинею Даринкою, вдовою князя Данила, близького до Ніколи. Протягом перших чотирьох років шлюбу Мілена не мала дітей. Вона опанувала сербську і французьку мову. У 1865 році вона народила першу дитину. Між 1865 і 1869 роками народила ще чотирьох дочок. Першого сина-спадкоємця трону народила в 1871 році, а після нього — ще сім дітей. Загалом у шлюбі Мілена народила 12 дітей: троє синів і дев'ять дочок. 
Шість доньок стали дружинами представників королівських або аристократичних родин Європи. Ці шлюби, відкриваючи прямий особистий доступ до королівських родин Європи, були важливими політичними активами в закордонних справах Ніколи. Її дочка Милиця стала дружиною великого князя Петра Миколайовича, близького кузена царя Росії Олександра III. Олександр III називав Ніколу «єдиним і вірним другом Росії». Але її найвідомішою донькою була принцеса Єлена — відома пацифістка того часу, з якою одружився король Італії Віктор Емануїл III. Стосунки з чоловіком в той момент ставали міцнішими, що робило її шанованою і впливовою в політиці. У той час, як її чоловік був у від'їзді на державних візитах в Австро-Угорській імперії та Росії взимку 1868—1869 рр., королева Мілена відповідала за державні справи.

#### Діти
- Зорка (1864-1890), дружина Петра Карагеоргієвича
- Міліца (1866-1951), дружина Петра Миколайовича Романова

### Останні роки
Після приєднання Чорногорії Сербією в 1918 році, королівська сім'я залишила країну. Мілена померла у Франції 16 березня 1923, в Антибі, два роки після смерті чоловіка, і була похована в Сан-Ремо, Італія. У 1989 р. її рештки, разом з рештками її чоловіка та доньок Ксенії та Віри, були передані в Цетинє і поховані у каплиці Кіпур.